# Streptacidoidea
Streptacidoidea zijn een uitgestorven superfamilie van slakken.

## Taxonomie
De volgende families zijn bij de superfamilie ingedeeld::
- † Cassianebalidae Bandel, 1996[2]
- † Streptacididae Knight, 1931[1]